# Masdevallia ventricularia
Masdevallia ventricularia là một loài lan có mặt từ Colombia đến tây bắc Ecuador.

## Hình ảnh

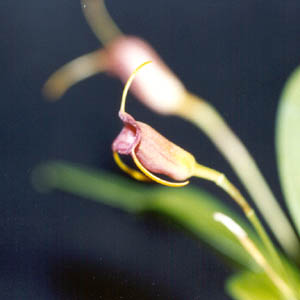
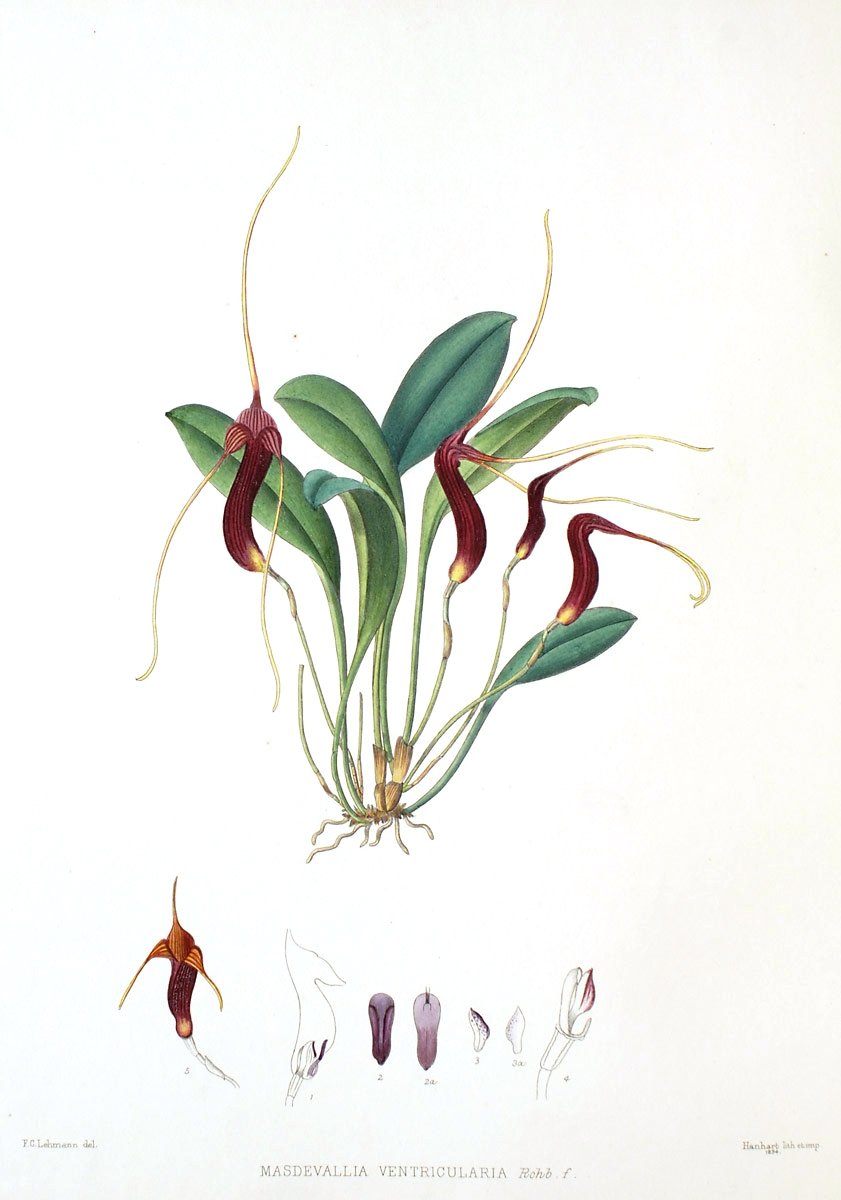